# 印度算术原理
《印度算术原理》是十世纪波斯数学家伊本·拉班所著的一本关于印度算术的书，原名Kitab fi usul hisab al-hind。阿拉伯文原书仅存一孤本，现藏土耳其伊斯坦堡 Aya Sophya 图书馆。此书有一本十五世纪由Shalom ben Joseph Anabi 译注的希伯来文本，现藏英国牛津大学Bodleian 图书馆。1965年美国威士康辛大学出版社出版Martin Levey,Marven Petruck 根据阿拉伯文本和希伯来文本翻译的英文译注本，名为Principles of Hindu Reckoning。书中附带31幅根据阿拉伯文原书的显微胶卷影印的书页。
此书还有法文、俄文翻译本

## 内容

筹算加法

伊本·拉班加法

五世纪孙子减法

11世纪印度减法

印度乘法

公元400年的孙子除法 6561/9

10世纪波斯数学家伊本· 拉班的除法，也源自孙子除法

此次书大致分为两个部分，第一部分叙述用印度数字0-9（ ० ۱  ۲  ۳  ۴  ۵  ۶  ۷  ۸  ۹）为基础的十进位制四则运算和开平方、开立方的土盘程序。第二部分叙述六十进位制的四则运算。第一部分的加法、减法、乘法、除法、开平方、开立方，虽名为印度算术，实际上来自中国筹算。其运算规则和九章算术、孙子算经雷同，并且在运算中处处留空白而不补“0”的习惯，只可能来自筹算。
第二部分的六十进位制的算术算，来自印度。
第一部分除了上述的四则运算之外，还有折半法，中算中没有另立法。
本书各算法都带阿拉伯数码表示的算草；阿尔乌几里德的《印度度算术》，多数用文字叙述，无算草。

### 加法
和九章算术、孙子算经中的加法的安排与程序完全相同，被加数列于上行，加数列在下行，各位数对齐，从右边开始，逐位将同位置的数相加，其和并入上行。

### 减法
和九章算术、孙子算经中的减法的安排与程序完全相同，被减数列于上行，减数列在下行，各位数对齐，从右边开始，逐位将同位置的数相减，其差并入上行。筹算减法中，减数游左至右，逐项去掉。印度减法则自始至终，保留减数。

### 乘法
印度乘法是孙子乘法：
- 与孙子算经相同：乘数最小位对齐被乘数最高位，从左向右计算，乘数退一位。
- 孙子乘法中乘数与被乘数各位相乘的积，写在中间行，取去用完的被乘数字；印度乘法将各位相乘所得，并入被乘数。

### 除法
伊本·拉班所述的印度乘法，和孙子算经的乘法程序，从排列方式，到运算过程中的一切细节，完全相同。
|          | 孙子算经               | 印度乘法                              |
| -------- | ---------------------- | ------------------------------------- |
| 被除数   | 中行                   | 中行                                  |
| 除数     | 底行                   | 底行                                  |
| 商       | 顶行                   | 顶行                                  |
| 对齐     | 最高位对齐             | 同                                    |
| 计算次序 | 由左往右               | 一样                                  |
| 除数后   | 算筹式以空为零         | 没有阿拉伯数字0，却同样用算筹式的空档 |
| 除数移位 | 退一位                 | 退一位                                |
| 余数     | 分子在中行，分母在下行 | 分子在中行，分母在下行                |

### 开平方

筹算开方术

伊本拉班开方与筹算开方类同

本书所述的印度开平方法，基本上和孙子算经的开平方术相同。

## 意义
此书是世界上较早的一部用印度数字叙述印度算术的书籍，前此有阿尔乌几里德在公元952年著《印度的算术》。在阿尔乌几里德之前的花拉子米也写过一部关于印度数学的书，但未用印度数字。花拉子米、阿尔乌几里德和伊本·拉班均不曾说明其印度算术来自那些印度书籍，而现今存世的早于十世纪的印度数学文献，也没有类似《印度算术原理》一书的内容。此书不但是研究中世纪阿拉伯算术史的重要文献，也是研究中世纪印度算术史和东学西渐的重要文献。